# Gervaise (film)
Gervaise je francoski zgodovinski dramski film iz leta 1956, ki ga je režiral René Clément po scenariju Jeana Aurencheja in Pierrea Bosta ter temelji na romanu Beznica Émilea Zolaja iz leta 1877. V glavnih vlogah nastopajo Maria Schell, François Périer in Jany Holt. Zgodba prikazuje žensko iz delavskega razreda Gervaise (Schell) v sredini 19. stoletja, ki se spopada s padanjem svojega moža (Périer) v alkoholizem.
Film je bil premierno prikazan 3. avgusta 1956 v Zahodni Nemčiji in 5. septembra v Franciji ter naletel na dobre ocene kritikov. Nominiran je bil za oskarja za najboljši tujejezični film na 29. podelitvi, osvojil pa nagrado za najboljšo igralko (Schell) na Beneškem filmskem festivalu in nagrado BAFTA za najboljši film.

## Vloge
- Maria Schell kot Gervaise Macquart Coupeau
- François Périer kot Henri Coupeau
- Suzy Delair kot Virginie Poisson
- Armand Mestral kot Lantier
- Jany Holt kot Mme Lorilleux
- Mathilde Casadesus kot Mme Boche
- Florelle kot Maman Coupeau
- Micheline Luccioni kot Clémence
- Lucien Hubert kot Monsieur Poisson
- Jacques Harden kot Goujet
- Jacques Hilling kot Monsieur Boche
- Hélène Tossy kot Mme Bijard
- Amédée kot Mes Bottes
- Hubert de Lapparent kot Monsieur Lorilleux
- Rachel Devirys kot Mme Fauconnier
- Jacqueline Morane kot Mme Gaudron
- Yvonne Claudie kot Mme Putois
- Georges Paulais kot oče Bru
- Gérard Darrieu kot Charles
- Pierre Duverger kot Monsieur Gaudron
- Marcelle Féry kot lastnik pralnice
- Denise Péronne kot pralka
- Simone Duhart kot ribar
- André Wasley kot oče Colombe
- Ariane Lancell kot Adèle
- Aram Stéphan kot župan
- Georges Peignot kot Monsieur Madinier
- Max Elbèze kot Zidore
- Jean Relet kot sergent de ville
- Roger Dalphin kot delavec
- Armand Lurville kot policist na zaslišanju
- Jean Gautrat kot Bec Salé
- Christian Denhez kot Étienne stara 8 let
- Christian Férez kot Étienne stara 13 let
- Patrice Catineaud kot Claude star 6 let
- Chantal Gozzi kot Nana stara 5 let
- Michèle Caillaud kot Lalie
- Gilbert Sanjakian kot Bochesov sin star 6 let
- Yvette Cuvelier kot Augustine stara 13 let
- Paul Préboist kot gledalec v kabaretu
- Jacques Bertrand kot delovodja v tovarni